# خانه صالحی (اصفهان)
خانه تاریخی صالحی مربوط به دوره قاجار و به‌طور دقیق مربوط به دوره‌های محمدشاه قاجار و ناصرالدین شاه قاجار است و در اصفهان، خیابان چهارباغ پایین، کوچه حاج رسولیها، واقع شده و این اثر در تاریخ ۱۸ آذر ۱۳۵۴ با شمارهٔ ثبت ۱۱۶۴ به‌عنوان یکی از آثار ملی ایران به ثبت رسیده‌است.